# 최영도 (1938년)
최영도(崔永道, 1938년 12월 17일 ~ 2018년 6월 9일)는 변호사 출신으로 대한민국 국가인권위원회 위원장을 역임했다.
고등고시 13회 출신으로 민주사회를위한 변호사모임(민변) 회장과 언론개혁시민연대공동 대표를 지낸데 이어 참여연대 공동대표로 활동하였다. 1992년 9월 열린우리당 이철우 의원이 연루됐던 민족해방애국전선 사건 당시 서울지검에 안기부장을 고발한 대한변협 인권위원회 위원장을 맡기도 하였다. 2004년 12월 22일 제2기 국가인권위원회 위원장으로 임명되었다.

## 1차 사법파동
박정희 정권의 유신이 시작되기 전 1971년 그는 주요 시국사건이 많던 서울형사지법으로 인사발령을 받았다. 당시 서울형사지법에서 정권의 뜻에 반하는 무죄 판결과 영장 기각이 빈발하자, 박정희는 민복기 대법원장에게 대놓고 불만을 터뜨렸고, 7월 서울지검 공안부는 국가보안법 위반 사건을 맡은 서울형사지법 판사 2명이 피고인 변호사로부터 향응을 받았다며 구속영장을 청구했다. 이때 최영도와 홍성우 등 단독판사들은 민복기 대법원장 면담을 요구했고, 최영도는 7개항으로 정리한 ‘사법권 침해 사례’를 대법원장에게 전달했다. 법무부 장관의 미온적인 태도를 본 서울형사지법 판사들은 이것을 정권의 사법부 독립 침해로 보고 집단사표로 대응했다.